# Tatortsicherung

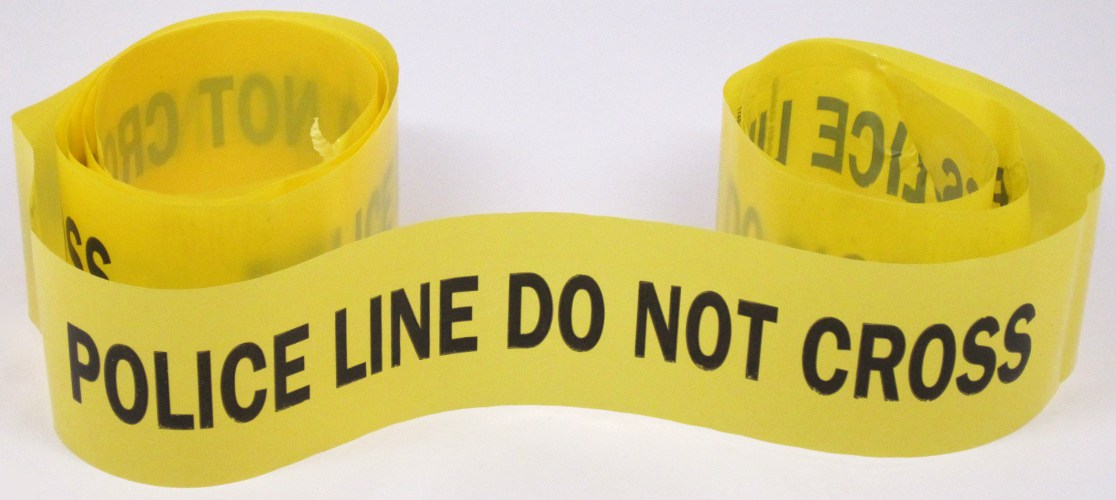
Absperrband der Polizei

Die Tatortsicherung umfasst alle Maßnahmen, die erforderlich sind, um zu verhindern, dass ein Tatort verändert wird. So kann eine Tatortbefundsaufnahme ohne Zerstörung von Spuren durchgeführt werden. Dazu muss der Tatort rechtzeitig und umfassend abgesperrt werden. Zuständig für diese Maßnahmen sind die zuerst eintreffenden Polizeibeamten.
Rettungsmaßnahmen gehen vor, darunter fallen Rettung von Menschenleben, Bewahrung der menschlichen Gesundheit, aber auch von Sachwerten. Bei der Durchführung dieser Maßnahmen dürfen möglichst wenig Spuren zerstört werden. Notwendige Veränderungen sind zu dokumentieren.
Die Tatortsicherung muss auch während der Zeit der Tatortarbeit gewährleistet sein. 
Das Betreten des Tatortes ist nur den Rettungskräften, den mit der Tatortarbeit befassten Beamten und deren Vorgesetzten gestattet.